# Ragnar Kjartansson (performancekonstnär)
Ragnar Kjartansson, född 1976 i Reykjavik, är en isländsk performancekonstnär, målare, skulptör och musiker.
Ragnar Kjartansson är son till skådespelaren och regissören Kjartan Ragnarsson (född 1945) och skådespelaren Guðrún Ásmundsdóttur (född 1935) samt sonson till skulptören och keramikern Ragnar Kjartansson.
Han utbildade sig på Islands konsthögskola, med examen 2001.
Kjartansson representerade Island vid Venedigbiennalen 2009. Han är medlem i bandet Trabant.
Ragnar Kjartansson fick Ars Fennica-priset 2019.